# Melithreptus chloropsis
Espèce
Melithreptus chloropsis est une espèce de passereau de la famille des Meliphagidae originaire du sud-ouest de l'Australie. Il ne possède pas pour l'instant de nom normalisé en français. Les traductions de ses noms normalisés en anglais sont : " Méliphage à nuque blanche occidental " et " Méliphage de la Swan River ".

## Description
L'espèce est de taille moyenne, elle est de couleur verdâtre sur le dos. Elle a un ventre blanc avec une tête noire, une marque blanche au-dessus de l'œil et a une tache blanche en forme de croissant sur la nuque qui est plus fine que d'autres espèces. Ses yeux sont rouge terne.

## Distribution et habitat
Elle se trouve dans le sud-ouest de l'Australie-Occidentale. On la trouve dans la ceinture de la forêt de Jarrah à Broomehill, dans la chaîne de Stirling et le long de la côte de Stokes Inlet. Elle vit dans les forêts sèches sclérophylles.

## Comportement
Elle se nourrit dans le feuillage et la canopée des eucalyptus, d'insectes et de nectar. Ses nids sont en forme de coupe et se situent dans les branches des arbres, souvent cachés dans le feuillage. Ils sont généralement construits en fibres d'écorce et d'herbes sèches à une hauteur de 10 mètres au-dessus du sol. La femelle pond deux œufs, parfois trois, marqués par de taches rouge-brun et des nuances de gris sur la coquille, ayant pour taille 18 mm × 144 mm. Les œufs peuvent se trouver de novembre à janvier. La période d'incubation est de 14 jours.

## Taxinomie
L'espèce a été séparée de l'espèce paraphylétique Méliphage à lunule (Melithreptus lunatus) après les travaux phylogénétiques de Toon et al. (2010).